# Neuroleptikum

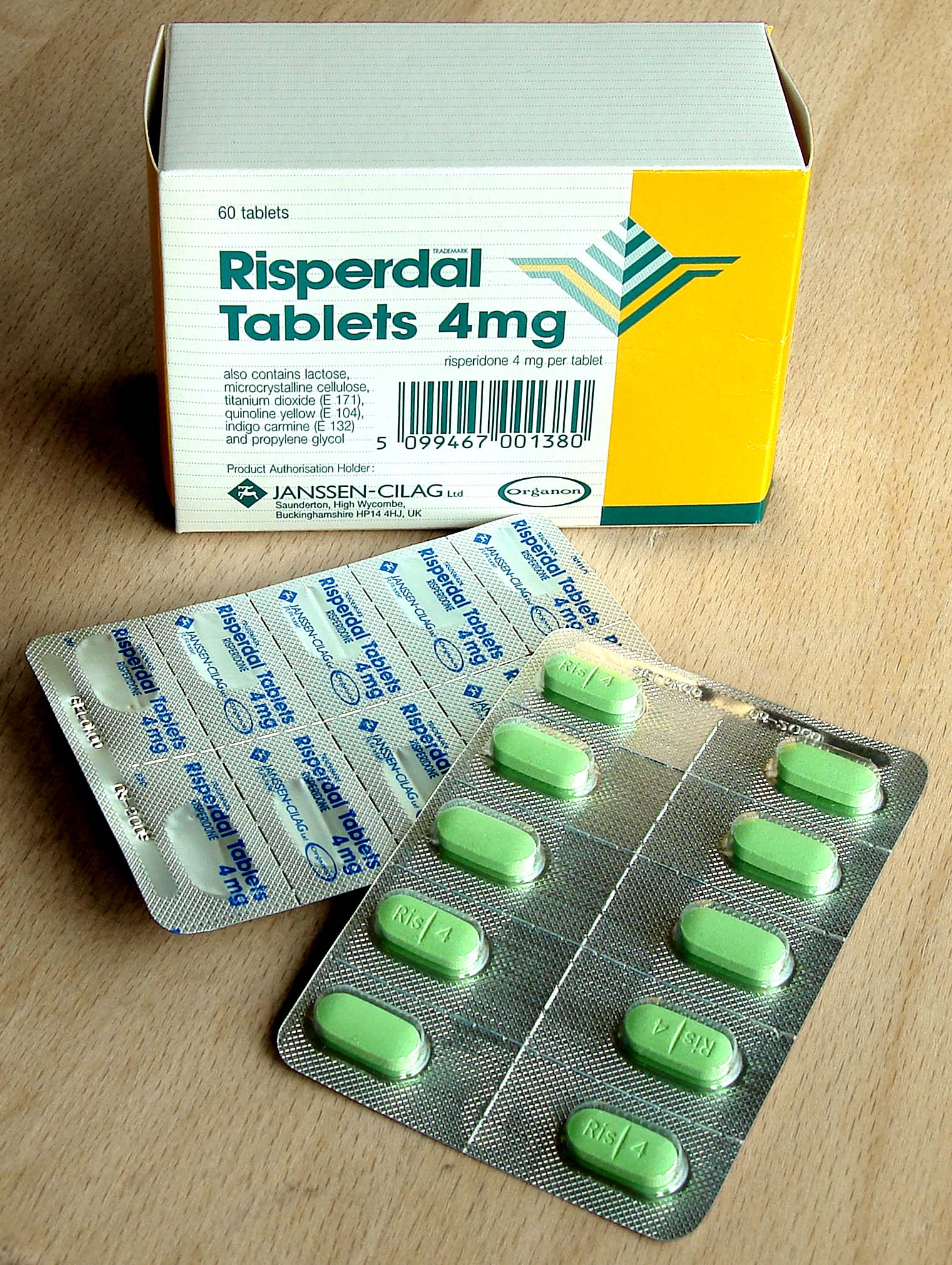
Risperdal, ett atypiskt neuroleptikum.

Neuroleptikum (latin pluralis: neuroleptika, även kallat antipsykotika) är en grupp läkemedel av typen psykofarmaka som används mot allvarliga psykoser, till exempel vid schizofreni.
Neuroleptikapreparat är inte vanebildande men den som drabbats av någon sjukdom med psykos anses behöva dem för att kunna hantera sina symtom och leva ett bra liv med sin sjukdom.
Själva ordet "neuroleptika" har betydelsen att "greppa tag om psyket". Denna benämning används ibland också gällande neuroleptikabesläktade så kallade fentiazinderivat (Theralen, Lergigan) även om dessa preparats neuroleptiska verkan är så svag att ingen psykoslindring uppkommer. Fentiazinderivat är därför ej att betrakta som ”ren” neuroleptika.

## Historia
Det första neuroleptikumet, klorpromazin (Hibernal), kom kring 1950 och revolutionerade dåtidens psykiatriska vård. Preparatet ersatte bland annat lobotomi och flera andra av dåtidens behandlingsmetoder. Dock hade preparatet en mycket ofördelaktig biverkningsprofil, varför mycket resurser lades ned på att få fram skonsammare läkemedel.
Levomepromazin och haloperidol syntetiserades under samma år, 1958. Tioxantener såsom flupentixol och zuklopentixol syntetiserades också under år 1958.
Olanzapin, quetiapin, sertindol, risperidon, ziprasidon och aripiprazol utvecklades på 1980-talet.

## Farmakodynamik (verkningsmekanism)

### Receptorkarta
| Receptor          | Ziprasidon | Risperidon | Olanzapin | Quetiapin | Klozapin | Aripiprazol | Haloperidol | Lurasidon | Paliperidon | Amisulprid |  |
| ----------------- | ---------- | ---------- | --------- | --------- | -------- | ----------- | ----------- | --------- | ----------- | ---------- |  |
| Dopamin D2        | ++++       | ++++       | ++        | +         | +        | ++++        | +++++       | ++++      | ++++        | +++++      |  |
| 5-HT2A            | +++++      | +++++      | ++++      | +         | ++++     | ++++        | ++          | ++        | +++++       | -          |  |
| 5-HT2C            | +++++      | ++++       | ++++      | -         | ++       | ++          | -           | -         | +++++       | -          |  |
| 5-HT1A            | ++++       | +          | -         | +         | ++       | ++++        | +           | ++        | +           | ++         |  |
| 5-HT1D            | ++++       | +          | +         | -         | -        | -           | ++          | -         | ++++        | -          |  |
| 5-HT7             | ++         | ++         | +         | -         | +        | ++          | +           | +++++     | ++          | ++         |  |
| Alfa1A            | ++         | ++++       | ++        | ++        | ++++     | ++          | ++          | +         | ++          | -          |  |
| Muskarin M1       | -          | -          | ++++      | ++        | ++++     | -           | -           | -         | -           | -          |  |
| Histamin H1       | ++         | ++         | ++++      | ++++      | ++++     | ++          | +           | -         | ++          | -          |  |
| Serotonin hämning | ++         | -          | -         | -         | -        | ++          | -           | -         | -           | -          |  |

Ligand:
- +++++ - väldigt hög affinitet
- ++++ - hög affinitet
- ++ - medel affinitet
- + - låg affinitet
- - ingen affinitet

Källa: 

### Verkningsmekanism
Modulering av dopaminneurotransmittorsystemet i mitthjärnan sägs "nödvändig" för potent antipsykotisk aktivitet. (förklarar signifikans för antipsykotisk läkemedelsverkan). Flera antipsykotika modulerar neurotransmissionsöveraktivitet av dopamin, vilket anses minska schizofreni-symtom.
Det finns en sedd tendens kring mellan överdriven frisättning av dopamin i den mesolimbiska vägen och psykotiska upplevelser. Låg dopaminfrisättning i prefrontala cortex och överflödig dopaminfrisättning i andra vägar är förknippade med psykotiska episoder vid schizofreni och bipolär sjukdom.
Antikollinerg verkan är inte nödvändigtvis ett krav för aktiviteten av antipsykotika.
Kynurensyra är beskrivet vid schizofreni och hur det vekar vid sjukdomen. Vid schizofreni är kynurensyra förhöjt och så även dopaminaktiviteten när kynurensyra är förhöjt (drastiskt ökar halterna av signalsubstansen dopamin vilket man menar framkallar psykossymptom). Kynurensyra  (ökade endogena nivåer av kynurensyra/förhöjda halter av den kroppsegna substansen i centrala nervsystemet) ökar dopaminaktiviteten i hjärnan genom att blockera NMDA-receptorer på glycin-site. Flera antipsykotika verkar genom aktivering av glycin-sitet på NMDA-receptorn och på så sätt återställa dopaminbalansen (sänka den drastiskt höga dopaminaktiviteten). Däremot är denna teori kanske föråldrad men vilka en stark motsats inte kommit men uppstod i tidiga förhållanden.
Det finns motsättningar mot till exemepel NMDA-antagonister såsom hjärnskador. Ett argument som framförs av skicklig foskningsslutsats vilket sätter möjligtvis tänkbara omstruktureringar i tanken kring potent receptorantagonism.
Vad som beskrivs väldigt vanligt i farmakologilitteraturen för neuroleptika är att antagonistisk effekt av dopamin D2-receptorn (dopaminreceptorn D2) är det som levererar den antipsykotiska aktiviteten och även kopplad med 5-HT2A-receptorantagonism (för atypiska antipsykotika).
Det framhävs också att dopamin D4-receptorn kan vara en relevant receptor för att förmedla antipsykotisk aktivitet (D4 är en dopamin D2-liknande receptorsubtyp). Detta fenomen uppstod ur Klozapin.
Inaktivering av hämmande för G-proteinet leder till ökning av dopamintransmission. Onormalt hög dopaminergt transmission har kopplats till psykos och schizofreni. Droger kan leda till onormalt högt dopaminergt transmission och det leda till kronisk psykosutveckling.
TAAR1-receptorn upptäcktes år 2001 och tros spela en nyckelroll för dopamin, noradrenalin och serotoninneuroner i Centrala nervsystemet (CNS). Bland det första läkemedlet som använder sig av TAAR1-receptorn är kallat "SEP-363856" och det är Sunovion som har ansvar.

## Omständigheter runt neuroleptika
Schizofreni är en sjukdom som drabbar personer på väg in mot vuxenlivet (oftast bryter schizofrenin ut i åldersintervallet 20-30 år men det finns flera fall även innan 18 års ålder, det vill säga Childhood Onset Schizophrenia). 
I Sverige behandlas varje år mellan 30 000 och 40 000 personer för psykos och mellan 1 500 och 2 000 personer i Sverige drabbas varje år för första gången av en psykos. För nyinsjuknade får 10% inte effekt av antipsykotika. Bland första insjuknade brukar 60% senare sluta medicineringen, det brukar leda senare till återfall och en inläggning och bland de får 20-30% ingen - eller annars sämre effekt av antipsykotika sedan.
Men 40% fortsätter behandling, dock kan fler även med antipsykotikan också få återfall, till exempel på grund av stress (till exempel stressigt jobb. Om stressen blir över vad man tolererar blir det ofta psykos), hård omgivning (psykiska belastningar), allvarlig djup depressionssjukdom (kan framkalla symtom), sömnlöshet eller förlorad antipsykotisk effekt från medicinen, var 6:e psykos orsakas på grund av förlorad antipsykos effekt från läkemedlet (psykosrisken är 80% för de utan antipsykotika men tar man antipsykotika är psykosrisken 20%). Även Posttraumatiskt stressyndrom (PTSD) kan försämra ens tillstånd och göra att man hamnar i psykos.
Depåinjektioner tolereras bäst bland människorna med psykossjukdom och har lägst antal avbrott och leder till färre återinläggningar och minskad förekomst av tvångsvård. Risken för återinläggning på sjukhus blir 20–30% lägre när patienter får långverkande injektionsbehandling jämfört med ekvivalent oral behandling vid schizofreni.
Vid all behandling med oral antipsykotika ses det nästan hela tiden större frekvens av avbruten behandling. Det är endast Klozapin som har lika få behandlings avbrott som det är för depåinjektioner. Med Aripiprazol finns en fördel, för om den kombineras med Klozapin så blir det 14-23% lägre risk för återinläggning. Klozapin finns inte som depåinjektionsberedning eftersom den kan framkalla agranulocytos måste det finnas möjligheten att så snabbt som möjligt avsluta Klozapin vilket inte går om den har injicerats.
För personer med psykossjukdomar ses depression ofta, och framträder oftast kort efter det varit en psykos, man brukar även få dåligt minne efter psykoser. Det är cirka 5–10% av alla med psykossjukdomar som begår självmord. Men god föreläsning om psykisk ohälsa och psykosociala behandlingar som sjukdomshantering, familjeutbildning, familjeintervention och gemensamma träffar såsom gruppsamtal brukar förhindra risken för självmord, ger ökad sjukdomsinsikt och minskar psykoser. Med personer med psykossjukdomar ses ett stort utanförskap då endast 8% av alla har ett arbete, bidragande orsak till att så få jobbar är för att olika former stress kan försämra deras tillstånd och ute på arbetsmarknaden är stress vanligt. Hårt klimat och stress kan orsaka återfall i psykos för dessa människor.
Schizofrenin är oftast värst i unga år och medelåldern, men från 60-årsåldern lättar Schizofrenin på sig en del och dosen av antipsykotiskt läkemedel brukar kunna sänkas med över hälften på de flesta. Nackdel för ungdomar är också att antipsykotiska kan vara mer benägna att ge viktökning hos dem men de flesta insjuknar när de är ungdomar.

## Biverkningar
Inrapporterade biverkningar är i olika grad kramper (dystonier och akatisier), olika sexuella biverkningar, (parkinsonism), försämrad tankeförmåga och andra symtom på grund av blockeringar i serotonin/dopamin-balansen, samt diabetes.
Neuroleptika kan i höga doser, på lång sikt, ha allvarliga biverkningar. Särskilt allvarlig är tardiv dyskinesi, vilket innebär ofrivilliga rytmiska rörelser. De nyare så kallade atypiska antipsykotika är mindre benägna att ge tardiv dyskinesi som biverkning. Män kan drabbas av feminisation (galaktorré).
Vissa neuroleptika har kraftig viktökning som biverkning. Agranulocytos är en ovanlig men allvarlig biverkning av preparatet klozapin.
Behandlingen kan påverka värdena av zink, magnesium och möjligen koppar genom påverkan på zinknivåerna. Zinkvärdena kan öka, kopparnivåerna sjunka marginellt och magnesiumvärdena öka något, redan efter tre veckors behandling.

### Viktuppgång
Med viktuppgång ligger bland annat hos serotoninreceptorn 5-HT2C. Det har visat sig kunna påverka leptin som kan ha stor roll för kroppsvikten, energiintag och hunger. Olanzapin ökar  hormonet Ghrelin som stimulerar aptiten.
Läkemedel som blockerar 5-HT2C-receptorer gör att kroppen inte kan stänga av aptiten (problem med uppehåll i aptiten), och de är förknippade med viktuppgång.
Dessutom kan en del av medicinerna leda till högre blodsockervärde som kan leda till akuthunger (särskilt om de rör vid  muskarinreceptor  M3).
Inverkan på 5-HT3-receptorn är associerad med vikt. Läkemedel av den här typen som har med den leder till mer upptag av kalorier och ökad glukosmängd. Zyprexa är ett exempel. Även blockering vid histamin H1-receptor ökar kaloriupptag som kan ha effekter på ens kroppsvikt.
Histamin H1-receptorn sägs oftast vara den största boven för viktökning.

### Informationstabell
| Namn         | Andel av användare på dem som får viktuppgång | Andel av användare på dem som förlorar vikt | Utvecklad ursprungligen av | Patent      | Risk för påverkan på hjärtrytmen | Datum för godkännande av amerikanska FDA | Behövs tas samtidigt med föda (ätbart) | Finns tablettform att ta via munnen? | Risk för typ 2-diabetes (förhöjt blodsocker) | Halveringstid                          |
| ------------ | --------------------------------------------- | ------------------------------------------- | -------------------------- | ----------- | -------------------------------- | ---------------------------------------- | -------------------------------------- | ------------------------------------ | -------------------------------------------- | -------------------------------------- |
| Klorpromazin | exakta uppgifter saknas                       | inte känt                                   | Rhône-Poulenc              | inte kvar   | nej                              | 26 mars 1954                             | Nej                                    | Ja                                   | Ja                                           |                                        |
| Aripiprazol  | 19,0%                                         | 3 %                                         | Otsuka                     | inte kvar   | kanske                           | 15 november 2002                         | Nej                                    | Ja                                   | 28,2% (hög)                                  | 72 timmar                              |
| Asenapin     | 13-31%                                        | inte känt                                   | Organon (företag)          | Kvarvarande | Nej                              | 13 augusti 2009                          | Nej                                    | Ja                                   | Ja (kan höja blodsocker)                     | 24 timmar                              |
| Iloperidon   | 15%                                           | inte känt                                   | vanda pharma               | kvarvarande | Ja                               | 9 maj 2009                               | både och föredras lika mycket          | Ja                                   | Nej eller låg                                | 14 timmar                              |
| Quetiapin    | 23-37%                                        | 3 % eller 5,0 %                             | Astra Zeneca               | inte kvar   | Ja                               | 1997                                     | Nej                                    | Ja                                   | Ja , 27,7% (hög)                             | 6.9 timmar (på dosen 375 mg)           |
| Ziprasidon   | 9.8-14%                                       | 16,7% går ner i vikt                        | Pfizer                     | inte kvar   | Ja                               | 5 februari 2001                          | Ja (minst 500 kalorier)                | Nej, det är kapslar dock via munnen  | Nej                                          | 3 upp till 18 timmar (beroende på dos) |
| Risperidon   | 26 till 38%                                   | 3,5 %                                       | Janssen-Cilag              | inte kvar   | Nej                              | 29 december 1993                         | Nej                                    | Ja                                   | 18,1% i snitt                                |                                        |
| Lurasidon    | 5.6-13,6%                                     | 13,9% går ner i vikt                        | Dainippon Sumitomo Pharma  | Kvarvarande | Nej                              | 29 oktober 2010                          | Ja (minst 350 kalorier)                | Ja                                   | inte känt                                    |                                        |
| Olanzapin    | 56%                                           | 3,8%                                        | Eli Lilly and Company      | inte kvar   | Nej                              | 30 september 1996                        | Nej                                    | Ja                                   | 22,1%                                        | 30 timmar                              |
| Klozapin     | 31%                                           | inte känt                                   | Wander AG                  | inte kvar   | Nej                              | 1989                                     | Nej                                    | Ja                                   | ja                                           | 12 timmar                              |
| Paliperidon  | 18,7%                                         | 5,1%                                        | Janssen-Cilag              | inte kvar   | Ja                               | 19 december 2006                         | Mat ökar upptag av medicinen           | Ja                                   | Ja                                           | 24 timmar                              |
| Kariprazin   | 11,8%                                         | inte känt                                   | Gedeon Richter             | Kvarvarande | inte känt                        | 17 september 2015                        | både och föredras lika mycket          | Nej, det är kapslar dock via munnen  | Ja (kan höja blodsocker)                     | inte känt                              |
| Brexpiprazol | 12,2-30,3%                                    | inte känt                                   | Otsuka och Lundbeck        | Kvarvarande | inte känt                        | 13 juli 2015                             | både och föredras lika mycket          | Ja                                   | Ja (kan höja blodsocker)                     | 91 timmar                              |

### Kompletteringslista
| Namn        | Andel av användare som får viktuppgång | Andel av användare som förlorar vikt | Utvecklad ursprungligen av | Patent                                                                    | Risk för påverkan på hjärtrytmen | Datum för godkännande av amerikanska FDA | Behövs tas samtidigt med föda (ätbart) | Finns tablettform att ta via munnen? | Risk för typ 2-diabetes (förhöjt blodsocker) |  |
| ----------- | -------------------------------------- | ------------------------------------ | -------------------------- | ------------------------------------------------------------------------- | -------------------------------- | ---------------------------------------- | -------------------------------------- | ------------------------------------ | -------------------------------------------- |  |
| Perfenazin  | 12%, zeldox hade i samma studie 7%     |                                      | Vintage Pharmaceutical     | Läkare får ansöka åt patienten till läkemedelsverket får få den i Sverige | kan hända                        | 31 december 1998                         | nej                                    | ja                                   | Nej                                          |  |
| Haloperidol | Max 14,4%                              | 5,7%                                 | Janssen–Cilag              | inte kvar                                                                 | kan hända                        | år 1967                                  | nej                                    | ja                                   | Nej eller låg                                |  |
| Amisulprid  | Max 18%                                | okänt                                | Sanofi-Aventis             | Läkare får ansöka åt patienten till läkemedelsverket får få den i Sverige | kan hända                        | godkändes inte i USA                     | Nej                                    | ja                                   | Nej eller låg                                |  |

## Lista över neuroleptika
Handelsnamn inom parentes.
- Typiska neuroleptika:
  - Fentiaziner:
    - Klorpromazin (Hibernal, det första neuroleptikat från 1949, avregistrerat 2006)
    - Flufenazin (Siqualone, tidigare även Pacinol)
    - Perfenazin (Trilafon)
    - Proklorperazin (Stemetil, avregistrerades 2011)
    - Tioridazin (Mallorol, avregistrerades 2004)
    - Trifluoperazin (Terfluzin, avregistrerades 1991)
    - Dixyrazin (Esucos, avregistrerades 2007)
    - Levomepromazin (Nozinan, används mest som sömnmedel)
    - Periciazin (Neulactil, avregistrerades 1978)
    - Cyamemazin (Tercian, tillhör klassen men verkar som ett atypiskt antipsykotikum)

  - Tioxantener:
    - Klorprotixen (Truxal)
    - Flupentixol (Fluanxol)
    - Klopentixol (Sordinol, avregistrerades 1983)
    - Zuklopentixol (Cisordinol, Clopixol Depot)
    - Tiotixen (Navane, säljs ej i Sverige)

  - Butyrofenoner:
  - Haloperidol (Haldol)
  - Melperon (Buronil)
- Atypiska neuroleptika:
  - Klozapin (Clozapine, Leponex)
  - Sultoprid
  - Amisulprid (Solian)
  - Zotepin (Lodopin)
  - Remoxiprid (Roxiam)
  - Risperidon (Risperdal, Belivon)
  - Olanzapin (Zyprexa)
  - Sertindol (Serdolect)
  - Quetiapin (Seroquel)
  - Ziprasidon (Zeldox, Geodon)
  - Perospiron (Lullan)
  - Aripiprazol (Abilify)
  - Iloperidon (Zomaril)
  - Paliperidon (Invega)
  - Asenapin (Saphris)
  - Blonanserin
  - Lumateperon (Caplyta)
  - Lurasidon (Latuda)
  - Kariprazin (Vraylar)
  - Brexpiprazol (Rexulti)
- Övriga
  - Pimozid (Orap, säljs ej i Sverige)
  - Acetofanazin, säljs ej i Sverige
  - Molindon (Moban, säljs ej i Sverige)
  - Moperon (Luvatren, säljs ej i Sverige)
- Neuroleptikabesläktade fentiazinderivat
  - Propiomazin (Propavan, sömnmedel)
  - Prometazin (Lergigan. Orosdämpande, antiallergiskt)
  - Alimemazin (Theralen. Orosdämpande, antiallergiskt)